# Yeatesia
Yeatesia là chi thực vật có hoa trong họ Acanthaceae.